# Septembre 1855

## Événements

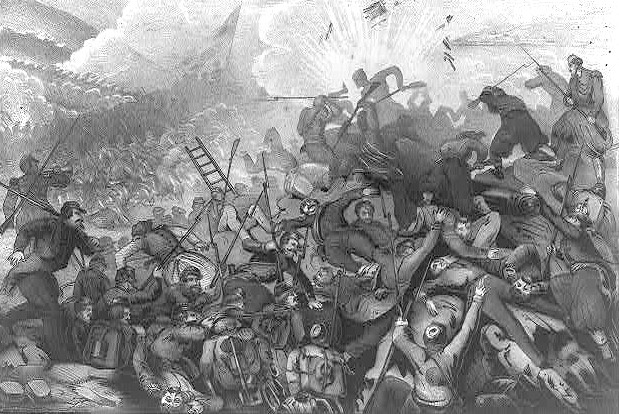
8 septembre : chute de la tour Malakoff

- Faidherbe, Gouverneur du Sénégal, fait construire un fort à Médine pour y installer 1300 militaires venus de Saint-Louis du Sénégal.
- Échec de la révolte armée des Santals, minorités aborigènes du nord du Bengale, contre les Britanniques.

- 1er septembre (Nicaragua) : victoire des mercenaires de William Walker à La Virgen. Il contrôle la capitale Granada un mois plus tard.
  - Les libéraux nicaraguayens font appel à un mercenaire du Sud des États-Unis, William Walker, pour les aider à évincer les conservateurs du pouvoir. La guerre entre libéraux et conservateurs ne tarde pas à se transformer en guerre nationale et même régionale lorsqu’il devient évident que Walker a des visées hégémoniques sur toute l’Amérique centrale et se fait proclamer président du Nicaragua.

- 7 septembre, Guerre de Crimée : bataille de Malakoff.

- 8 septembre :
  - Guerre de Crimée : MacMahon enlève l'ouvrage de Malakoff (point central de la défense de Sébastopol). Le général Bosquet est grièvement blessé par un éclat d'obus lors de l'assaut définitif.
  - Napoléon III échappe à l'attentat de Bellemare.

- 10 septembre, Guerre de Crimée : prise de Sébastopol et de la tour Malakoff par les Franco-Britanniques. Les Russes évacuent Sébastopol après 332 jours de siège. Le général Pelissier s'empare de la ville.

- 11 septembre, Guerre de Crimée : victoire franco-sarde à la bataille de la Tchernaïa.

- 12 septembre : le général Aimable Pélissier est nommé maréchal de France, et sénateur le 15 septembre.

- 22 septembre : le général de brigade François Achille Bazaine est nommé commandant supérieur de la place de Sébastopol, avec le grade de général de division.

## Naissances
- 1er septembre : Eugène Boch, peintre belge († 3 janvier 1941)
- 10 septembre : Robert Johann Koldewey, architecte et archéologue allemand, découvreur de Babylone.